# Ајванхо (Калифорнија)
Ајванхо (енгл. Ivanhoe) насељено је место без административног статуса у америчкој савезној држави Калифорнија.

## Демографија
По попису из 2010. године број становника је 4.495, што је 21 (0,5%) становника више него 2000. године.
| Група             | 2000.         | 2010.         |
| Белци             | 976 (21,8%)   | 627 (13,9%)   |
| Афроамериканци    | 20 (0,4%)     | 19 (0,4%)     |
| Азијати           | 28 (0,6%)     | 29 (0,6%)     |
| Хиспаноамериканци | 3.407 (76,2%) | 3.752 (83,5%) |
| Укупно            | 4.474         | 4.495         |